# Зализнянское
Зализня́нское (укр. Залізнянське) — село в Соледарской городской общине Бахмутского района Донецкой области Украины. С 15 марта 2023 находится под контролем РФ.

## Вторжение России на Украину
15 марта 2023 года, в ходе боёв за Бахмут, Евгений Пригожин заявил о взятии Зализнянского вагнеровцами.